# آلاء الإرياني
آلار الإرياني (من مواليد عام 1990م) هي مخرجة أفلام ومصورة وكاتبة وناشطة نسوية من اليمن.

## الحياة الشخصية
وُلدت آلاء الإرياني في مصر، ونشأت في صنعاء. وعادت آلاء إلى اليمن في عام 2012 بعد حصولها على شهادة في السينما الرقمية والتلفزيون من جامعة ليمكوكوينج. وأسست في أبريل 2013 الحركة النسوية اليمنية، وأطلقت صفحاته على فيسبوك وتويتر، وتعرضت لاحقًا لتهديدات بسبب ترويجها لحقوق المرأة.
كانت آلاء الإرياني من أوائل الذين كتبوا عن قضية ندى الأهدل في عام 2013، وهي فتاة تبلغ من العمر عشر سنوات والتي حملت مقطع فيديو قصيرًا على يوتيوب تشكو من إجبارها على الزواج بالاكراه. أكدت آلاء على اختلاف التوجهات بين المناطق الريفية والحضرية:

## الأفلام
أخرجت آلاء الإرياني فيلمين قصيرين هما البصيرة (بالانجليزية:Insight) وقلب مفطور (بالانجليزية: Broken).

## روابط خارجية
- آلاء الإرياني في قاعدة بيانات الأفلام على الإنترنت
- آلاء الإرياني: حب الذات الشجاع جيرلز غلوب، 20 نوفمبر 2019